# John Favalora
John Clement Favalora (5 de dezembro de 1935) é arcebispo emérito da Arquidiocese de Miami. Ele serviu como bispo nas dioceses de Alexandria, Louisiana e São Petersburgo, Flórida. Ele foi nomeado o terceiro arcebispo de Miami em 3 de novembro de 1994 e serviu até junho de 2010.

## Educação
Favalora nasceu em New Orleans, Louisiana, onde se formou na Jesuit High School em 1954. Ele estudou para o sacerdócio no St. Joseph Seminary em St. Benedict, Louisiana; Seminário Notre Dame em Nova Orleans; em seguida, a Pontifícia Universidade Gregoriana e o Pontifício Colégio Norte-Americano de Roma, onde foi ordenado em 20 de dezembro de 1961. Antes de sua ordenação sacerdotal, obteve o diploma de bacharel em Filosofia e História.
Após retornar à sua diocese natal de Nova Orleans, ele obteve a certificação como professor do ensino médio da Universidade Xavier em Nova Orleans. Posteriormente, ele frequentou a Universidade Católica da América em Washington, D.C., e obteve o título de mestre em educação pela Universidade Tulane em Nova Orleans.

## Trabalho pastoral
Ao retornar a Nova Orleans após sua ordenação, serviu 25 anos como sacerdote da Arquidiocese de Nova Orleães: como pastor assistente da Igreja de Santa Teresa do Menino Jesus de 1962–70, além de vice-reitor da Escola Preparatória St. John Vianney em 1964 e, em 1968, foi nomeado diretor. Em 1973, ele começou um período de seis anos como pastor da Igreja de Santa Ângela Merici em Metairie.
Em 1979, foi nomeado Diretor do Departamento de Vocações da Arquidiocese. A partir de 1981, ele foi nomeado Reitor/Presidente do Seminário Notre Dame, cargo que ocupou durante os cinco anos imediatamente anteriores à sua nomeação como Bispo.

## Episcopado
O Papa João Paulo II nomeou o Padre Favalora como o nono Bispo de Alexandria, Louisiana em 24 de junho de 1986. Ele foi nomeado para preencher a vaga deixada uma semana antes, quando o Bispo Wiliam B. Friend foi nomeado o primeiro Bispo da recém-criada Diocese de Shreveport.
Favalora foi consagrado e empossado como Bispo em 29 de julho de 1986 na Catedral de São Francisco Xavier. O arcebispo Pio Laghi serviu como consagrador principal, com o arcebispo Philip Hannan e o bispo William Benedict Friend servindo como co-consagradores principais.
Em 14 de março de 1989, Favalora foi nomeado pelo Papa João Paulo II como o terceiro bispo de São Petersburgo, Flórida. Ele foi nomeado para suceder William Thomas Larkin, que apresentou sua carta de demissão abruptamente em 1986 ao ser diagnosticado com leucemia. O bispo Larkin continuou a liderar a diocese até que o bispo Favalora foi empossado em 16 de maio de 1989. Em 3 de novembro de 1994, o Bispo Favalora recebeu sua terceira nomeação episcopal como o terceiro Arcebispo de Miami, Flórida, sucedendo ao Arcebispo Edward A. McCarthy, que atingira a idade normal de aposentadoria. Ele foi empossado como arcebispo em 20 de dezembro de 1994 na Catedral de Santa Maria em Miami. O arcebispo Favalora apresentou sua renúncia em abril de 2010, oito meses antes de atingir a idade obrigatória para renúncia episcopal.
Favalora atuou como membro do Conselho de Curadores da Universidade Católica da América e do St. Vincent de Paul Regional Seminary em Boynton Beach. Ele também serviu como capelão estadual e membro dos Cavaleiros de Colombo na Flórida, além de ser presidente da Conferência Católica da Flórida. Ele tem sido membro dos comitês da USCCB sobre Vida e Ministério Sacerdotal, Abuso Sexual e Questões Pró-Vida.